# فرودگاه فارگار
فرودگاه فارگار (به انگلیسی: Fargher Airport) یک فرودگاه خصوصی است که یک باند فرود چمن دارد و طول باند آن ۷۳۱ متر است. این فرودگاه در کشور ایالات متحده آمریکا قرار دارد و در ارتفاع ۴۳۸ متری از سطح دریا واقع شده است.